# Juliano Belletti
Juliano Haus Belletti (*20. června 1976 Cascavel, Brazílie) je bývalý brazilský fotbalista s italským pasem, který naposledy nastupoval za brazilský klub Fluminense FC. Nejčastěji jako pravý obránce, kdysi byla jeho pozice především ve středu obrany.
Belletti má italský pas, čímž byl veden jako hráč Evropské unie. Belletii také reprezentoval Brazílii do roku 2005.

## Klubová kariéra
S fotbalem začal profesionálně v roce 1993 v brazilské klubu Cruzeiro Esporte Clube, odkud odešel v roce 1995 do São Paulo FC, kde začal výkonnostně růst. V roce 1999 byl poslán na hostování do Clube Atlético Mineiro. Poté se objevily spekulace o jeho přestupu do Valencie, který se ale nekonal.

### FC Barcelona
V roce 2002 nakonec přece jenom přestoupil do Evropy, jeho dalším působištěm se stal Villarreal CF, kde se mu dařilo a projevily o něj zájem přední evropské týmy v čele s Barcelonou, kterou si posléze vybral jako svůj další klub.
V květnu 2006 vyhrál s Barcelonou Ligu mistrů, v samotném finále sice nehrál od začátku ( přednost v sestavě dostal Oleguer Presar), v 71. minutě ale Oleguera vystřídal a o 10 minut později vstřelil vyrovnávací branku. V lednu 2007 se hodně mluvilo o jeho odchodu z Barcelony do AC Milán, přestup ale Barcelona odmítla s tím, že Belletti má platnou smlouvu až do roku 2008. Proslavil se vítěznou trefou ve finále ligy mistrů za Barcelonu.

### Chelsea
23. srpna 2007 Juliano Belletti podepsal tříletý kontrakt s klubem Chelsea FC. Poprvé za Chelsea nastoupil 25. srpna v zápase proti Portsmouthu, když v 64. minutě střídal Johna Obi Mikela. Chelsea nakonec zápas vyhrála 1-0.